# Marcus Beresford (1er comte de Tyrone)
Marcus Beresford, 1er comte de Tyrone (16 juillet 1694 - 4 avril 1763) connu sous le nom de Marcus Beresford, 4e baronnet, jusqu'en 1720 et plus tard sous le titre de vicomte Tyrone jusqu'en 1746, est un pair irlandais, franc-maçon et homme politique.

## Biographie
Il est le fils unique de Tristram Beresford (3e baronnet), et de sa femme Nichola Sophia Hamilton, fille cadette de Hugh Hamilton (1er vicomte de Glenawly) (en) et de sa seconde épouse Susanna Balfour.
En 1701, son père meurt et Beresford, âgé de cinq ans à peine, lui succède. Son tuteur est le 3e vicomte Dungannon (1669-1706). Après la mort de Lord Dungannon en 1706, sa veuve (tante maternelle de Beresford), Arabella, vicomtesse Dungannon est sa tutrice.
En 1715, il entre à la Chambre des communes irlandaise, siégeant pour Coleraine jusqu'en 1720 lorsqu'il est élevé à la pairie d'Irlande sous les titres baron Beresford, de Beresford, dans le comté de Cavan, et vicomte Tyrone par le roi George Ier de Grande-Bretagne. Un an plus tard, il rejoint la Chambre des lords irlandaise. En 1736, il devient grand maître de la Grande Loge d'Irlande, servant pendant deux ans. En 1746, il est créé comte de Tyrone.

## Famille
Le 18 juillet 1717, il épouse Catherine, fille unique de James Power, 3e comte de Tyrone et ont sept fils et huit filles. Beresford est mort à Tyrone House à Dublin et son quatrième et plus vieux fils survivant, George Beresford (1er marquis de Waterford) lui succède.
Son cinquième fils, John Beresford (homme politique), est également député et son septième fils, William Beresford (1er baron Decies) est anobli de plein droit en tant que baron Decies.
Sa troisième fille Catherine épouse Thomas Christmas et, après sa mort, se remarie à Theophilus Jones. Sa cinquième fille Frances épouse l'homme politique Henry Flood et sa sixième fille Eliza épouse le colonel Thomas Cobbe, député.
En 1767, quatre ans après la mort du comte, son épouse revendique le titre de baron La Poer et est confirmée peu de temps après. Elle est morte en 1769.